# Kuchary Kościelne
Kuchary Kościelne – wieś w Polsce położona w województwie wielkopolskim, w powiecie konińskim, w gminie Rychwał. We wsi znajduje się drewniany kościół pw. Wszystkich Świętych zrębowej konstrukcji z 1795 roku. Składa się z jednonawowego korpusu i z prezbiterium wielobocznie zamkniętego. Wnętrze przykrywa strop, wsparty na drewnianych słupach. W świątyni znajdują się trzy ołtarze barokowe z około 1770 roku, ambona z końca XVIII wieku i ludowa rzeźba Chrystusa Frasobliwego z przełomu XVII i XVIII wieku.
Wieś po raz pierwszy wzmiankowana w 1261 roku. W późniejszych wiekach była własnością szlachecką. 
W latach 1954–1961 wieś należała i była siedzibą władz gromady Kuchary Kościelne, po jej zniesieniu w gromadzie Rychwał. W latach 1975–1998 miejscowość administracyjnie należała do województwa konińskiego.